# Vezúv-hegyi csata
A Vezúv-hegyi csata i. e. 73-ban lezajlott ütközet a Vezúv ormain a Spartacus vezette capuai és campaniai gladiátorok és rabszolgák, és a rómaiak között. A capuai gladiátoriskolában kitört lázadás eredményeként Spartacus vezetésével több mint 70 gladiátor megszökött az intézményből és a Vezúvon ütött tábort, ahonnan akcióikkal szították a felkelést Capuában és a vidéken. Mivel a város közel feküdt Rómához, a szenátus a Campaniába küldte Gaius Claudius Glaber praetort a rend helyreállítására, akit azonban Spartacus legyőzött és katonái felszerelését is megkaparintotta.

## Előzmények
A közhiedelemmel ellentétben a gladiátorok között nem pusztán csak ügyes, kiképzett rabszolgák akadtak. Sok ember ún. adósrabszolgaságba kényszerült, mert csak így tudta megváltani adósságát. Ez az állapot viszont ideiglenes volt, az örökös rabszolgákkal ellentétben néhány éven belül felszabadultak törlesztésük mértékétől függően. Egyes rabszolgák néhai harcosok, vagy római légionáriusok voltak. A gladiátorok között sok katonaviselt ember akadt, akik közül többen szintén valamilyen adósságuk miatt vállalták az ideiglenes rabszolgaságot. A véres gladiátorjátékok nagyon népszerű sportnak számítottak az ókorban, bár az ilyenfajta küzdősport más népeknél se volt ismeretlen, de a Római Birodalomban vált szervezett sportággá.
A capuai gladiátorképző tulajdonosa bizonyos Lentulus Batiatus nevű módos római polgár volt, akinek iskolája 200 gladiátorral bírt. Köztük volt Spartacus, akit tráknak neveztek, bár vitatható, hogy tényleg trák nemzetiségű lett volna. A gladiátorok fegyverzete hiányos volt egy kiképzett római légionáriushoz képest, amire a rómaiaknak jó okuk volt, hisz lázadások esetén egy teljesen felfegyverzett és azonfelül ügyes gladiátor komoly ellenfele lenne egy római katonának.
A Batiatus-féle gladiátorok i. e. 73-ban fellázadtak, de csak 70-78 embernek sikerült kitörni. Egyesek magukkal vitték egyszerű fegyvereiket, mások pedig késeket, fejszéket és más szerszámokat szereztek. A lázadók élére Spartacus, a gall Crixus és a szintén gall Oenomaus álltak. A capuai helyőrség megpróbálta elfogni őket, de ezeket a római katonákat a gladiátorok legyőzték és elszedték a fegyvereiket is. A források ellentmondásosak arra vonatkozóan, hogy az első hetekben milyen sorrendben történtek a dolgok Campaniában. Annyi bizonyos, hogy kifosztottak néhány falut és csatlakozásra bírtak ottani rabszolgákat, akikkel bevették magukat a Vezúv hegy tetejére, ahol sűrű cserjések és vadszőlő nőtt.

## Római beavatkozás
Spartacus emberei a Vezúvról gyakran csaptak le a campaniai településekre és feldúlták Rómában élő patríciusok birtokait. Akkora zűrzavart keltettek, hogy a felkelés kiszélesedett az egész régióban. A szenátus először úgy vélte, hogy közönséges rablóbandák garázdálkodnak, de a campaniai katonai erők nem tudták Spartacust megfékezni, aki szervezetten és körültekintően hajtotta végre rajtaütéseit, miközben a vezúvi tábort is felkészítette egy római támadásra.
A szenátus végül a beavatkozás mellett döntött, nehogy a felkelés átterjedjen Latium vidékére is és megbízta Claudius Glaber praetort, hogy kergesse szét a campaniai lázadókat. A campaniai hadjáratra 3000 fős különítmény rendeltek ki, ami azonban nem légionáriusokból, hanem rendfenntartó milíciákból állt, viszont a szenátus amúgy se nyílt háborúra készült.

## Az ütközet
Glaber campaniai bevonulását követően Spartacus ezer főre nőtt erőit összevonta a Vezúvon. Glaber katonái lezárták a hegyre vezető utakat, de nem indítottak támadást. Glaber arra várt, hogy kiéhezteti a lázadókat, így azok maguktól szétszélednek, vagy megadják magukat.
Spartacus nem akart nyílt harcba bocsátkozni a rómaiakkal, de mivel azok nem léptek fel kezdeményezőként, elég ideje volt, hogy haditervet dolgozzon ki. Szokatlanul ügyes módon fiatal ágakból és szőlőindákból hágcsókat fonatott az embereivel, azok segítségével pedig a hegy egyik oldalán leereszkedtek a felkelők egy járhatatlannak hitt útszakaszon, ahol nem álltak római őrszemek. A felkelők Glaber hátába kerültek, embereit pedig könnyűszerrel legyőztek. Sok római milicista harc nélkül elfutott és eldobta a fegyverzetét is. A tábor és a felszerelés így a rabszolgáké lett.

## Következmények
A vezúvi vereség miatt a helyzet napokon belül súlyossá vált Dél-Itáliában, mert a lázadás gyorsan terjedt és Spartacus erőinek létszáma nőtt. A szenátus újabb sereget küldött Spartacus ellen reguláris légionáriusokból és milicistákból Publius Varinius praetor vezérletével. Plutarkhosz szerint Varinius kétfelé osztotta seregét és Furius, illetve Cossinius alvezérekre bízta. Spartacus előbb Furius kétezer emberét verte le, majd pedig a római sereg többi részét semmisítette meg és ennek a római seregnek is megszerezte a felszerelését. Cossinius alvezér elesett, Varinius csak híján kerülte el, hogy foglyul ne ejtsék a felkelők.
A sikerek hatására nagy csoportokban szöktek el a környező vidékek rabszolgái Spartacushoz, illetve melléje álltak a szabad, de legalacsonyabb jogállású, semmiféle tulajdonnal nem rendelkező pásztorok is, így a felkelő sereg létszáma hamar hetvenezer főre növekedett.
Spartacus elfoglalta Nola, Nuceria, Thurium és Metapontum városokat. Serege itt telelt át és szervezte meg sorait, hogy 72-ben folytathassa a háborút és elinduljon Észak-Itáliába.

## Fordítás
- Ez a szócikk részben vagy egészben  a   Battle of Mount Vesuvius című angol Wikipédia-szócikk fordításán alapul.  Az eredeti cikk szerkesztőit annak laptörténete sorolja fel. Ez a jelzés csupán a megfogalmazás eredetét és a szerzői jogokat jelzi, nem szolgál a cikkben szereplő információk forrásmegjelöléseként.